# A Hard Rain's a-Gonna Fall
A Hard Rain's a-Gonna Fall är en protestsång låt skriven av Bob Dylan skriven under sommaren 1962. Den utkom på skiva på hans andra album The Freewheelin' Bob Dylan. Textens struktur med sina frågor och svar baseras på den traditionella engelska balladen Lord Randall.
A Hard Rain's a-Gonna Fall framfördes första gången live den 22 september 1962, en månad före Kubakrisen i oktober 1962, men då blev den ordentligt populär och spelades överallt i Greenwich Village av bland annat Richie Havens och Pete Seeger. Men intresset för låten tog inte slut med Kubakrisen, låten innehåller flera andra teman, bland annat ifrågasättande av fattigdom, rasism och miljöförstöring. Pete Seeger har sagt: "Hard Rain' är nästintill min favoritlåt. Jag tror den kommer att hålla längre än praktiskt taget allt annat [Bob har skrivit]". Patti Smith framförde låten i Konserthuset i Stockholm vid utdelningen av 2016 års Nobelpris i litteratur för att hylla Bob Dylan i samband med hans tilldelande av Nobelpriset.

## Album
- The Freewheelin' Bob Dylan - 1963
- Bob Dylan's Greatest Hits, Vol. 2 - 1971
- Masterpieces - 1978
- The Bootleg Series Vol. 5: Bob Dylan Live 1975, The Rolling Thunder Revue - 2002
- The Bootleg Series Vol. 6: Bob Dylan Live 1964, Concert at Philharmonic Hall - 2004
- Live at the Gaslight 1962 - 2005
- Dylan - 2007

## Covers
- Bryan Ferry
- Joan Baez
- Billy Mystic
- Andy Hill
- Pete Seeger